# Световен търговски център 7
Световен търговски център 7 (на английски: 7 World Trade Center) е административна сграда в Ню Йорк, Съединените щати, част от комплекса на Световния търговски център.
Разположена на Грийнич Стрийт №250 в Манхатън, сградата първоначално е построена през 1987 година от Лари Силвърстийн върху терен, нает от Пристанищната администрация на Ню Йорк и Ню Джърси, но е разрушена при Атентата от 11 септември през 2001 година. Сегашната сграда е построена отново от Силвърстийн през 2002-2006 година по проект на Дейвид Чайлдс.